# Marie Jaëll
Marie Jaëll, de nacimiento Trautmann (Steinseltz, Alsacia, 17 de agosto de 1846 – París, 4 de febrero de 1925), fue una pianista, compositora y pedagoga germanofrancesa.

## Biografía
Marie Jaëll empezó a tocar el piano a los 6 años. A la edad de 10 años fue al Conservatorio de París donde le daba clases Heinrich Herz, y después de cuatro meses en este conservatorio, ganó el primer premio de piano.
A los veinte años se casó con el concertista de piano Alfred Jaëll, quien era 15 años mayor y había sido alumno de Chopin. Hicieron gira por Europa y Rusia tocando juntos y separados, piezas populares y composiciones propias. Los dos transcribieron la Marcha turca de “Las Ruinas de Atenas” de Beethoven para piano, que se publicó en 1872. Marie como intérprete se especializó con la música de Schumann, Liszt y Beethoven.
Marie Jaëll conoció a Franz Liszt y posteriormente a Johannes Brahms y Anton Rubinstein, y en 1871 se empezaron a publicar las composiciones de ella. Con la muerte de su marido, en 1881, tuvo la oportunidad de estudiar con Liszt en Weimar, y con Camille Saint-Saëns y César Franck en París. Franck le dedicó su Concierto para piano núm. 1, y Saint-Saëns, además de dedicarle el “Étude en forme de valse”, la presentó a la Sociedad de Compositores de Música, un gran honor para las mujeres en aquellos tiempos.

## Obra
Marie Jaëll, además de escribir piezas para violonchelo, piano, orquesta, cuartetos, etc, también escribió un poema sinfónico, “Ossiane”, que se basó en poemas de Jean Richepin y Victor Hugo, varias piezas vocales, y una ópera, “Runea”. Su estilo era romántico, pero revelaba una asimilación de las innovaciones de la época.
Por otro lado, a través de profundas investigaciones, llegó a desarrollar un método para la enseñanza del piano llamado “Método Jaëll”, que hoy en día algunos pedagogos todavía siguen. Este método consiste en poner en relación el pensamiento con el cuerpo y con el instrumento, y después saber explotar estos conocimientos con inteligencia y sensibilidad.
Finalmente, publicó varios libros sobre la fisiología de la mano y reflexionó bastante sobre los lazos entre el arte y el intérprete, publicaciones que estuvieron motivadas cuando veía tocar a Liszt, porque le fascinaba la manera que lo hacía.